# Ignacio Efrén II Karim
Ignacio Efrén II Karim (en siríaco: ܡܪܢ ܡܪܝ ܐܝܓܢܛܝܘܣ ܐܦܪܝܡ ܬܪܝܢܐ Moran Mor[y] Ignaṭius Afrem Trayono, en árabe: مار إغناطيوس أفرام الثاني‎ Mār Iġnāṭīūs Afrām al-Ṯānī), de nombre secular Saʿid Karim (Qamishli, Siria, 3 de mayo de 1965), es el patriarca de Antioquía de la Iglesia ortodoxa siríaca.
Estudió en el Seminario Teológico Copto de El Cairo de 1984 a 1988. Hizo votos monásticos y fue ordenado diácono en Egipto en 1985; ese mismo año fue ordenado presbítero en Qamishli. Su ordenación episcopal se llevó a cabo el 28 de enero de 1996, cuando recibió el título de arzobispo y fue nombrado vicario patriarcal para el este de los Estados Unidos. Fue elegido el 31 de marzo de 2014 por el Santo Sínodo para suceder al difunto Ignacio Zaqueo I Iwas. Fue entronizado en Damasco el 29 de mayo de 2014.